# کریستین وود
کریستین وود (انگلیسی: Christian Wood؛ زادهٔ ۲۷ سپتامبر ۱۹۹۵) بازیکن بسکتبال اهل ایالات متحده آمریکا است.

## حرفه
از باشگاه‌هایی که در آن بازی کرده‌است می‌توان به دیترویت پیستونز و فیلادلفیا سونتی‌سیکسرز اشاره کرد.